# Évry-Grégy-sur-Yerre
Évry-Grégy-sur-Yerre és un municipi francès, situat al departament de Sena i Marne i a la regió de Illa de França. L'any 2007 tenia 2.262 habitants.
Forma part del cantó de Fontenay-Trésigny, del districte de Melun i de la Comunitat de comunes Brie des Rivières et Châteaux.

## Demografia

### Població
El 2007 la població de fet d'Évry-Grégy-sur-Yerre era de 2.262 persones. Hi havia 768 famílies, de les quals 104 eren unipersonals (44 homes vivint sols i 60 dones vivint soles), 236 parelles sense fills, 384 parelles amb fills i 44 famílies monoparentals amb fills.
La població ha evolucionat segons el següent gràfic:
Habitants censats

### Habitatges
El 2007 hi havia 813 habitatges, 774 eren l'habitatge principal de la família, 24 eren segones residències i 15 estaven desocupats. 783 eren cases i 21 eren apartaments. Dels 774 habitatges principals, 706 estaven ocupats pels seus propietaris, 50 estaven llogats i ocupats pels llogaters i 18 estaven cedits a títol gratuït; 5 tenien una cambra, 26 en tenien dues, 85 en tenien tres, 139 en tenien quatre i 519 en tenien cinc o més. 693 habitatges disposaven pel capbaix d'una plaça de pàrquing. A 257 habitatges hi havia un automòbil i a 489 n'hi havia dos o més.

### Piràmide de població
La piràmide de població per edats i sexe el 2009 era:
| Homes | Edats   | Dones |
| ----- | ------- | ----- |
| 0     | 95 o +  | 4     |
| 0     | 90 a 94 | 4     |
| 4     | 85 a 89 | 4     |
| 4     | 80 a 84 | 8     |
| 16    | 75 a 79 | 16    |
| 28    | 70 a 74 | 16    |
| 28    | 65 a 69 | 28    |
| 44    | 60 a 64 | 40    |
| 88    | 55 a 59 | 60    |
| 100   | 50 a 54 | 108   |
| 100   | 45 a 49 | 100   |
| 64    | 40 a 44 | 100   |
| 52    | 35 a 39 | 52    |
| 76    | 30 a 34 | 84    |
| 56    | 25 a 29 | 56    |
| 76    | 20 a 24 | 60    |
| 72    | 15 a 19 | 116   |
| 84    | 10 a 14 | 64    |
| 80    | 5 a 9   | 60    |
| 68    | 0 a 4   | 32    |

## Economia
El 2007 la població en edat de treballar era de 1.571 persones, 1.125 eren actives i 446 eren inactives. De les 1.125 persones actives 1.081 estaven ocupades (560 homes i 521 dones) i 44 estaven aturades (21 homes i 23 dones). De les 446 persones inactives 177 estaven jubilades, 162 estaven estudiant i 107 estaven classificades com a «altres inactius».

### Ingressos
El 2009 a Évry-Grégy-sur-Yerre hi havia 767 unitats fiscals que integraven 2.211 persones, la mediana anual d'ingressos fiscals per persona era de 26.610 €.

### Activitats econòmiques
Dels 77 establiments que hi havia el 2007, 1 era d'una empresa alimentària, 1 d'una empresa de fabricació d'altres productes industrials, 20 d'empreses de construcció, 15 d'empreses de comerç i reparació d'automòbils, 3 d'empreses de transport, 4 d'empreses d'hostatgeria i restauració, 2 d'empreses d'informació i comunicació, 2 d'empreses financeres, 5 d'empreses immobiliàries, 12 d'empreses de serveis, 6 d'entitats de l'administració pública i 6 d'empreses classificades com a «altres activitats de serveis».
Dels 20 establiments de servei als particulars que hi havia el 2009, 1 era un taller de reparació d'automòbils i de material agrícola, 1 paleta, 2 guixaires pintors, 4 fusteries, 4 lampisteries, 4 electricistes, 1 empresa de construcció, 2 perruqueries i 1 restaurant.
Dels 2 establiments comercials que hi havia el 2009, 1 era una botiga de més de 120 m² i 1 una botiga de menys de 120 m².
L'any 2000 a Évry-Grégy-sur-Yerre hi havia 9 explotacions agrícoles.

## Equipaments sanitaris i escolars
L'únic equipament sanitari que hi havia el 2009 era una farmàcia.
El 2009 hi havia una escola elemental.

## Poblacions més properes
El següent diagrama mostra les poblacions més properes.